# 图恩施泰滕

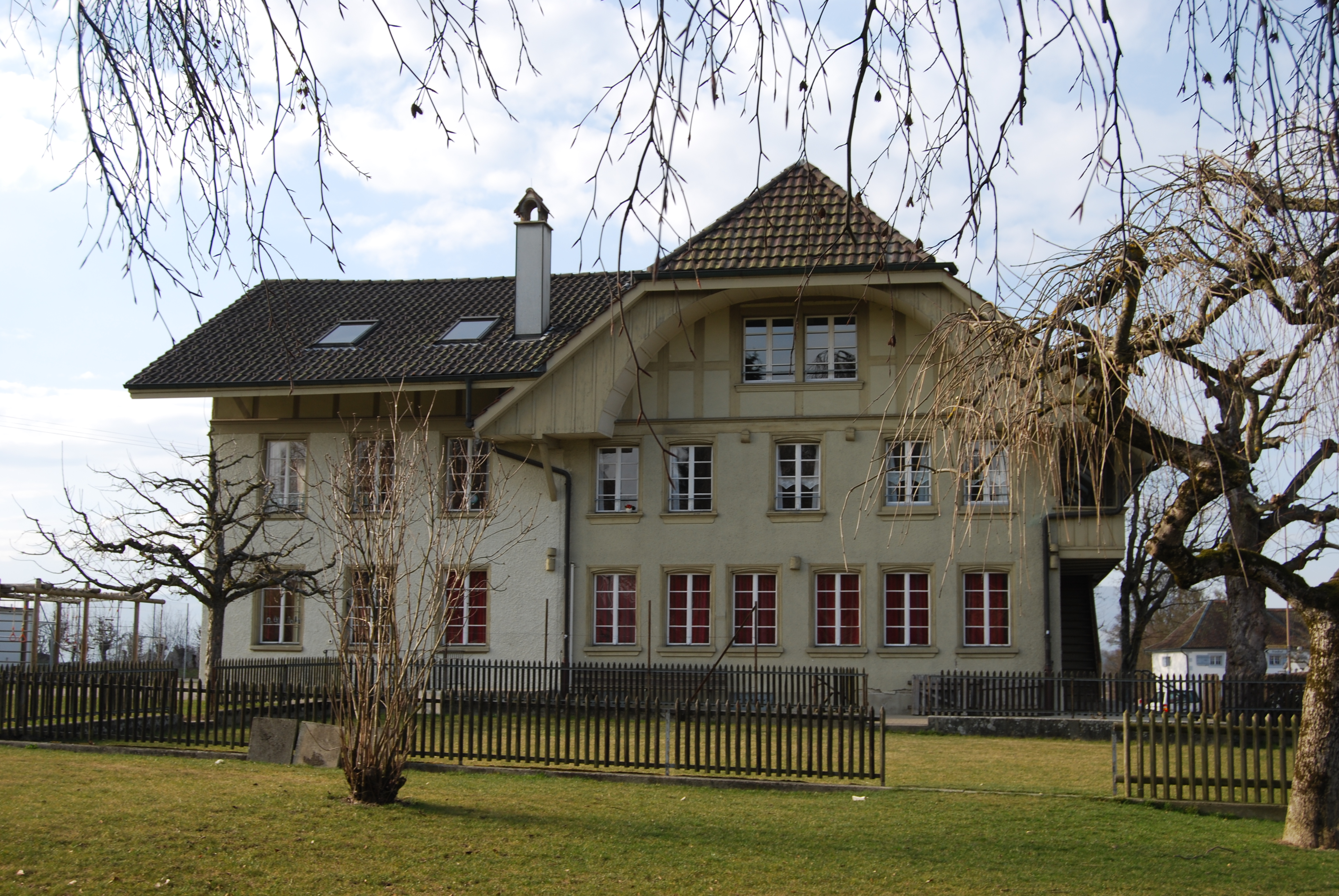

通斯泰滕是瑞士的城鎮，位於該國中西部，由伯恩州負責管轄，面積9.65平方公里，海拔高度541米，2011年人口3,074，七成人口信奉基督教，人口密度每平方公里319人。